# Équipe d'Arménie des moins de 17 ans de football
Maillots
L'équipe d'Arménie de football des moins de 17 ans est constituée par une sélection des meilleurs joueurs arméniens de moins de 17 ans sous l'égide de la Fédération de football d'Arménie.

## Parcours

### Parcours en Championnat d'Europe
De 1982, année du premier Championnat d'Europe des moins de 17 ans,  à 1991, année de l'indépendance de l'Arménie, celle-ci  fait partie de l'URSS.
- 1992 : Non inscrite
- 1993 : Non inscrite
- 1994 : Non qualifiée
- 1995 : Non qualifiée
- 1996 : Non qualifiée
- 1997 : Non qualifiée
- 1998 : Non qualifiée
- 1999 : Non qualifiée
- 2000 : Non qualifiée
- 2001 : Non qualifiée
- 2002 : Non qualifiée
- 2003 : Non qualifiée
- 2004 : Non qualifiée
- 2005 : Non qualifiée
- 2006 : Non qualifiée
- 2007 : Non qualifiée
- 2008 : Non qualifiée
- 2009 : Non qualifiée
- 2010 : Non qualifiée
- 2011 : Non qualifiée

### Parcours en Coupe du monde
| - 1993 : Non qualifiée - 1995 : Non qualifiée - 1997 : Non qualifiée - 1999 : Non qualifiée - 2001 : Non qualifiée - 2003 : Non qualifiée - 2005 : Non qualifiée - 2007 : Non qualifiée - 2009 : Non qualifiée - 2011 : Non qualifiée |